# Xanthorhoe formosicola
Xanthorhoe formosicola är en fjärilsart som beskrevs av Max Joseph Bastelberger 1909. Xanthorhoe formosicola ingår i släktet Xanthorhoe och familjen mätare. Inga underarter finns listade i Catalogue of Life.